# طراحی بازار
طراحی بازار (به انگلیسی: Market Design) به حوزه‌ای فعالیت‌های مشترک اقتصاددانان، مهندسان علوم رایانه، متخصصین تحقیق در عملیات و حتی ریاضیدانان گفته می‌شود که در پی بهره‌گیری از اصول عمومی حاکم بر مبادلات برای ایجاد بازارهای جدید یا رفع نواقص بازارهای موجود هستند.
بنا بر  نظریه قیمت  در علم اقتصاد، با فرض وجود شرایطی، انجام مبادلات توسط تک تک عوامل اقتصادی منجر به انتفاع حداکثری افراد حاضر در تعاملات خواهد شد. در واقعیت اما شرایط به گونه‌ای دیگر است؛ معمولاً با موارد شکست بازار مواجهیم و البته گاهی اوقات با شرایط یا قیودی چون ازدحام در بازار، بازارهای مشمئزکنندهو عدم ایمنی در بازار مواجهیم. اینجاست که طراحان بازار برای دست یابی به وضعیت‌هایی مطلوب دست به تدارک بسترهای تعاملی با لحاظ برخی قیود و شرایط می‌شوند. ادعا بر آن است که چنین بسترهایی موجبات کارایی و انتفاع حداکثری افراد را فراهم می‌آورد.

## به هم‌رسانی
به هم‌رسانی یا جورسازی (به انگلیسی: Matching) به ایدهٔ ایجاد ارتباط مناسب میان دو طرف بازار، یعنی تقاضاکنندگان یک کالا یا خدمت و عرضه‌کنندگان آن، بر می‌گردد. به هم‌رسانی به این پرسش اصلی سروکار دارد که در تعاملات اقتصادی چه کسی به چه چیزی دست می‌یابد.
ایده به هم‌رسانی اولیه بار در قالب تلاش‌های نظری ریاضیدانانی چون شپلی، گیل ظهور یافت. بعدها با تلاش‌های اقتصاددانانی چون راث به بلوغ خود رسیدو هم‌اکنون طراحی بازار و به هم‌رسانی از مهم‌ترین زیرشاخه‌های اقتصاد خرد و نظریه بازی‌ها به شما می‌روند.

## کابردهایی از طراحی بازار
به‌طور کلی موضوعات مورد مطالعه طراحان بازار به موارد معدود و البته متنوعی از بازارهای به هم‌رسان بر می‌گردد. بازارهای کار پزشکان و بازار کلیه از جمله مهم‌ترین این کاربردها هستند.

### طراحی بازار و به هم‌رسانی در بازار کار[۵]
همان‌طور که اشاره شد، در برخی بازارها، سازوکار قیمتی دست به تخصیص منابع نمی‌زند. یکی از این نوع بازارها، بازارهای کار است. معمولاً کارفرماها یا بنگاه‌ها حقوق و دستمزد پیشنهادی به متقاضیان کار را آن قدر کاهش نمی‌دهند که میزان عرضه و تقاضا در بازار کار آن فعالیت خاص برابر شود بلکه دقیقاً انتخاب «کدام متقاضی» برای بنگاه‌ها مهم است. در برخی بازارهای کار نیز انتخاب «کدام کارفرما» برای متقاضیان از اهمیت برخوردار است.

### طراحی بازار و به هم‌رسانی در بازار کلیه[۶][۷]
یکی دیگر از کاربردهای مهم مقولهٔ به هم رسانی، بازار کلیه است. معمولاً متقاضیان پیوند کلیه با مشکل کمبود کلیهٔ سازگار با خویش مواجهند. طراحان بازار با طراحی سامانه‌هایی برای به هم‌رسانی متقاضیان پیوند کلیه و دهندگان کلیه، سعی می‌کنند موجبات کاراتر شدن نتیجه تعاملات مربوط به مبادله کلیه را فراهم آورند.
دو گونه کلی ایجاد ارتباط میان بیماران متقاضی پیوند و دهندگان، ارتباط یا مبادلات زنجیره‌ای و چرخه‌ای است. در مبادله چرخه‌ای مجموعهٔ دهندگان و گیرندگان کلیه چرخه‌ای برای مبادله کلیه را تشکیل می‌دهند.